# Björkspirea
Björkspirea (Spiraea betulifolia) är en rosväxtart som beskrevs av Pall.. Björkspirea ingår i släktet spireor, och familjen rosväxter.

## Underarter
Arten delas in i följande underarter:
- S. b. aemiliana
- S. b. corymbosa
- S. b. lucida
- S. b. shantarica

## Bildgalleri

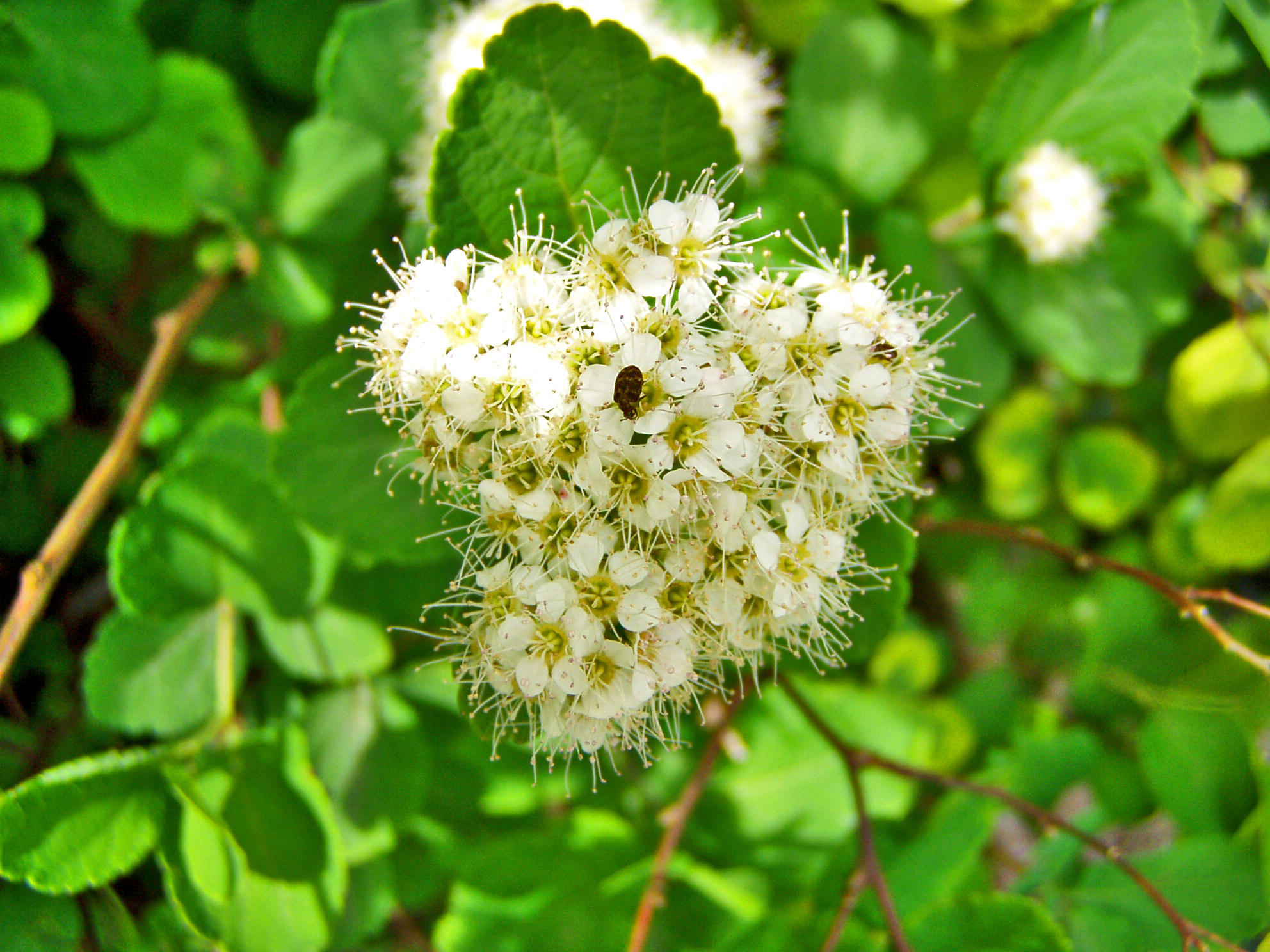
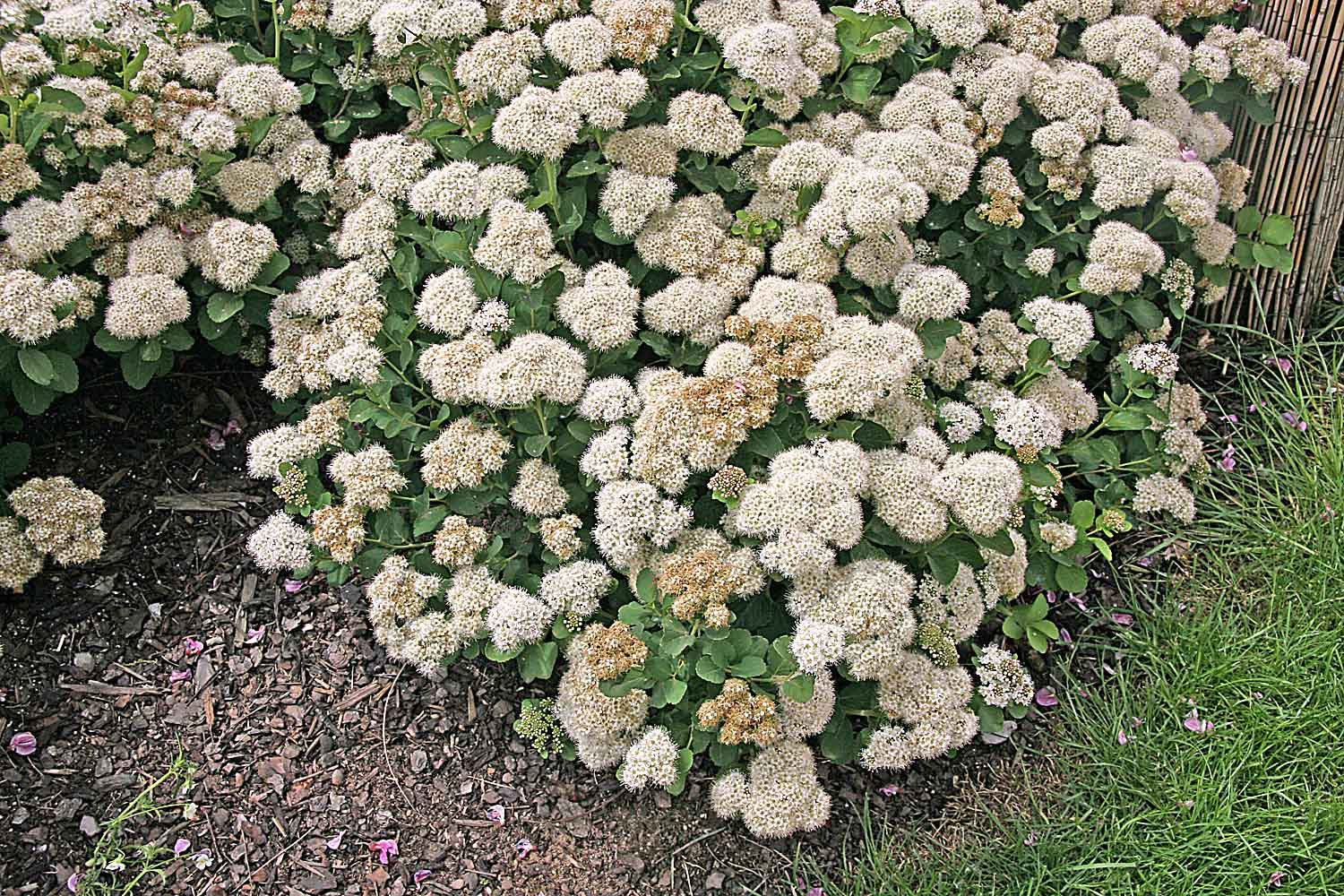
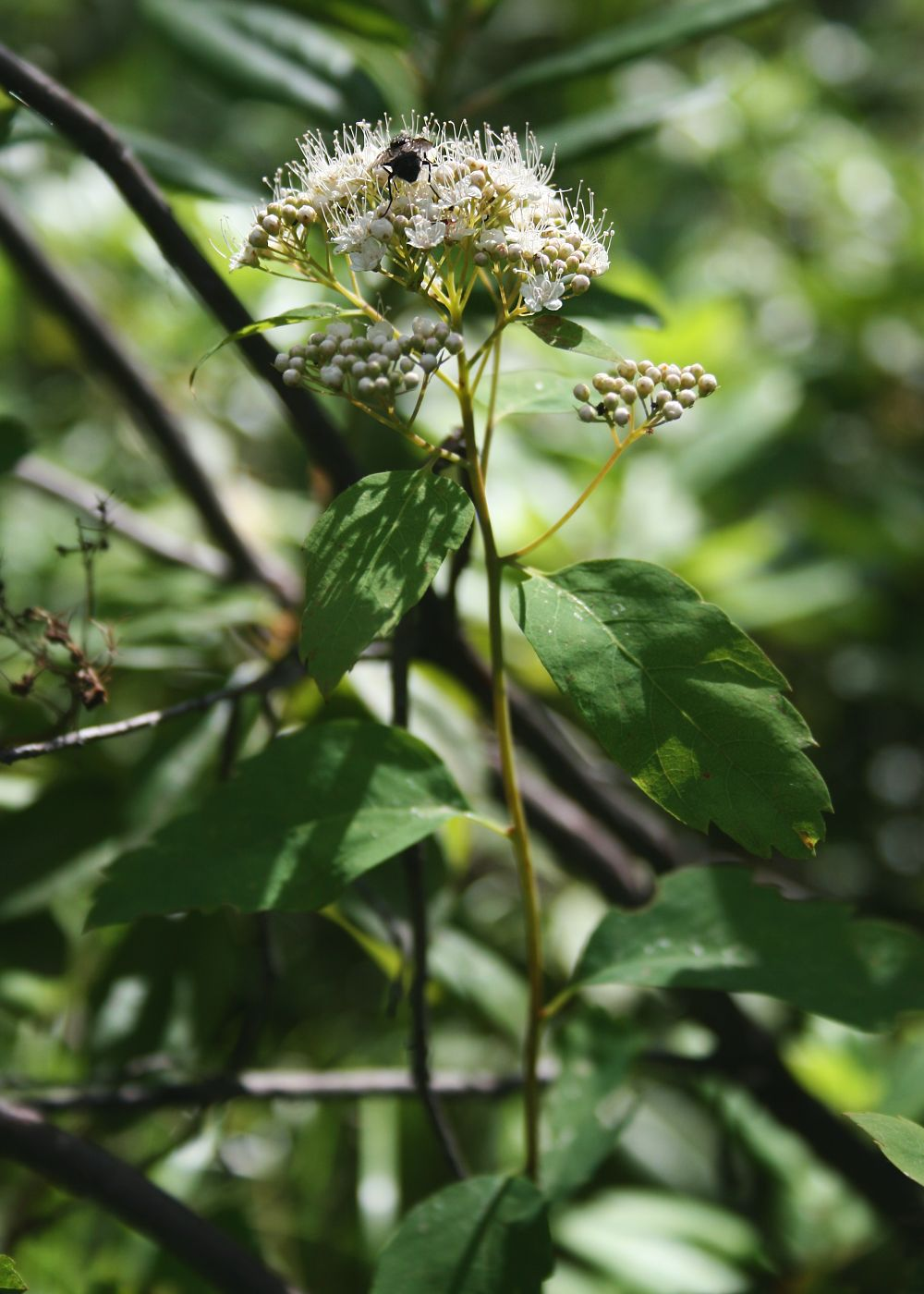
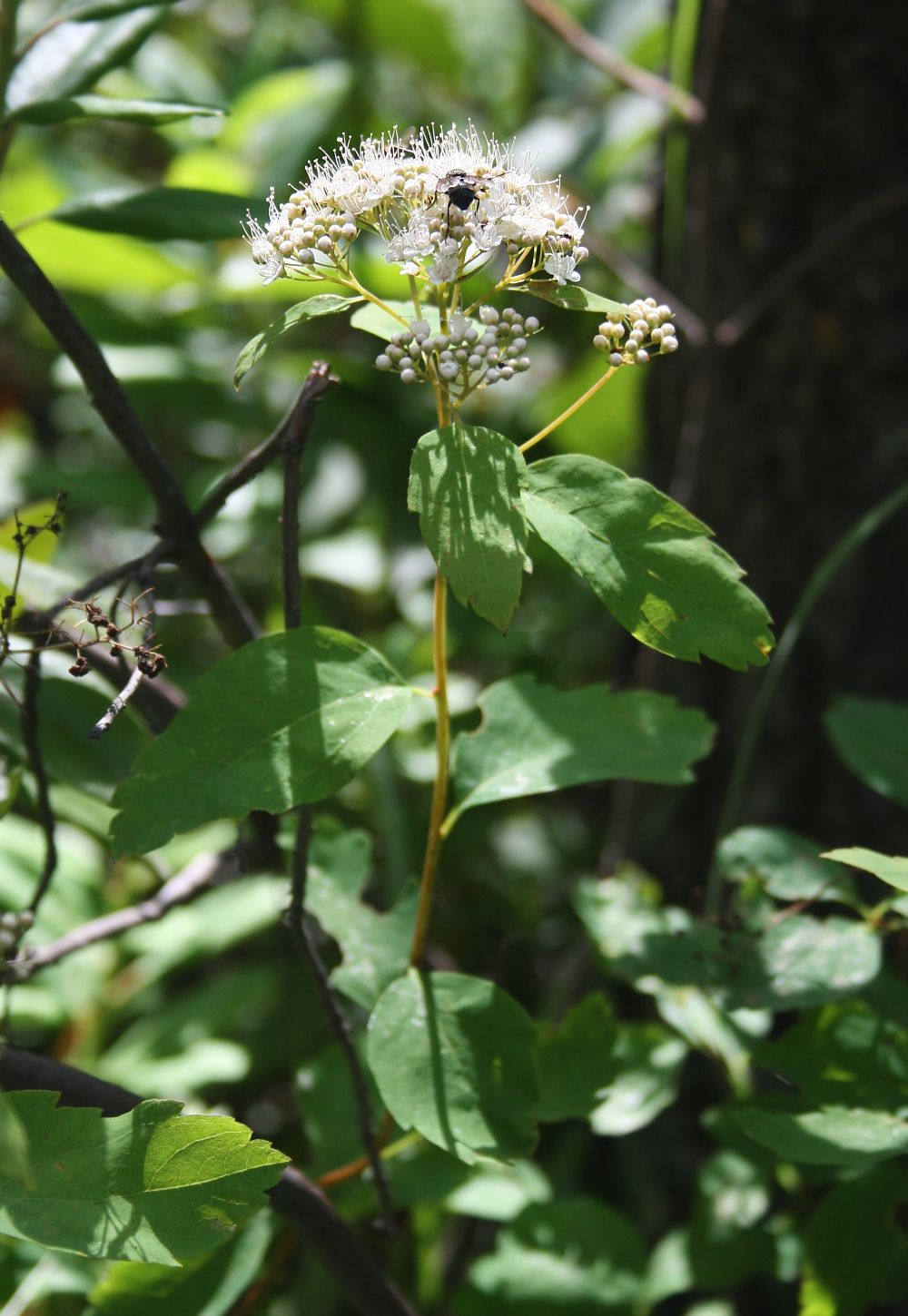
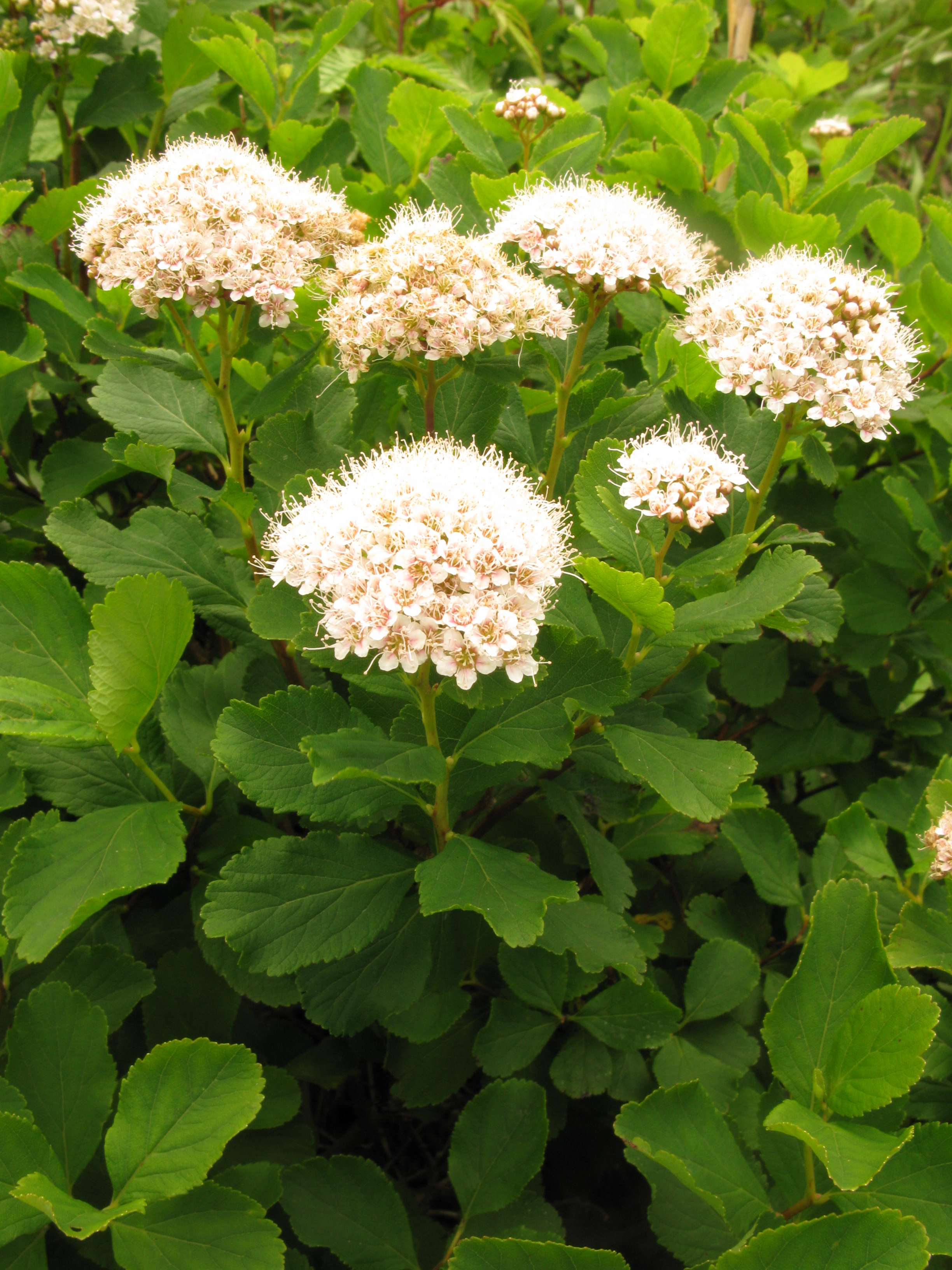
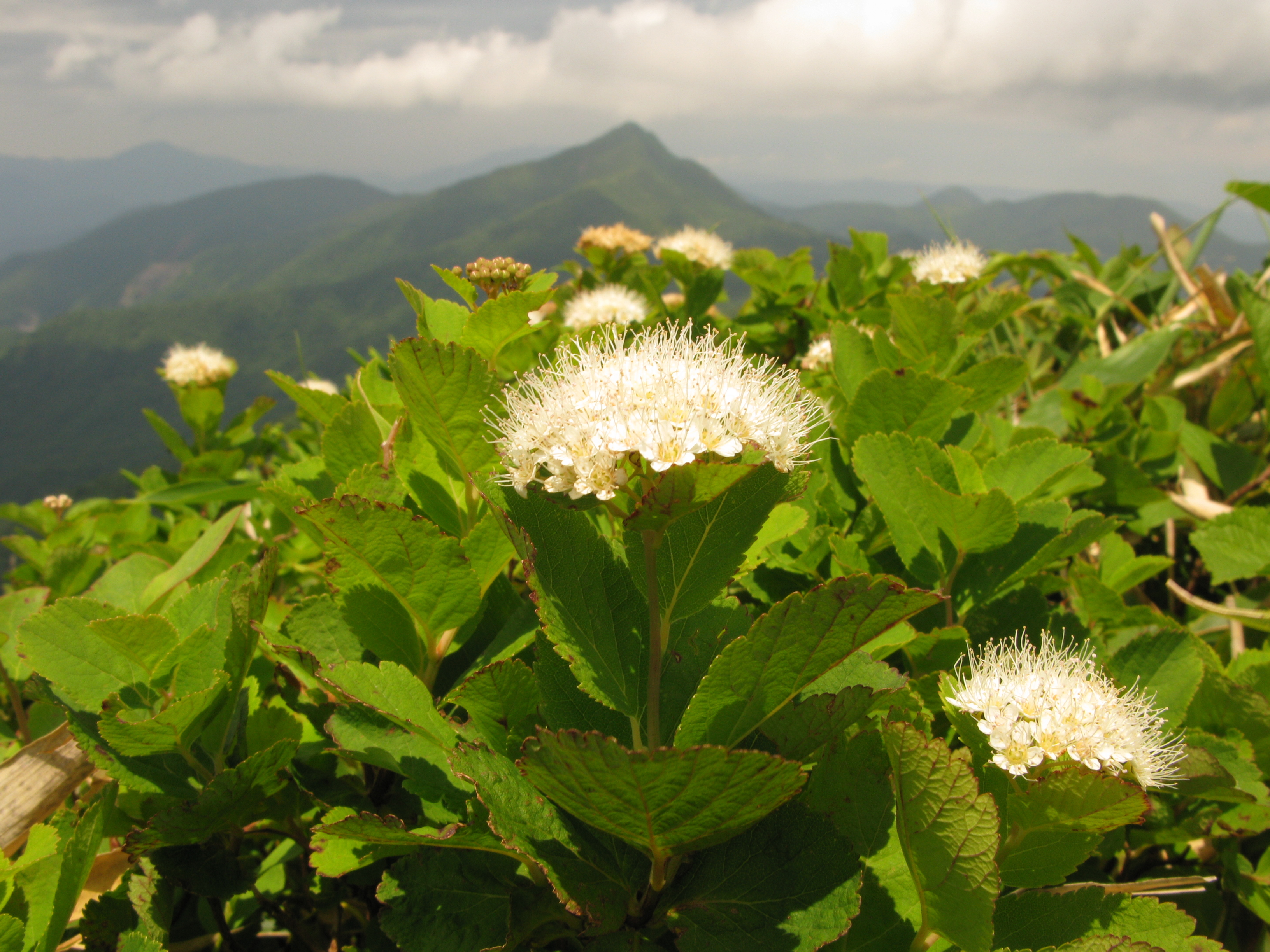